# 한스 베르너 리히터

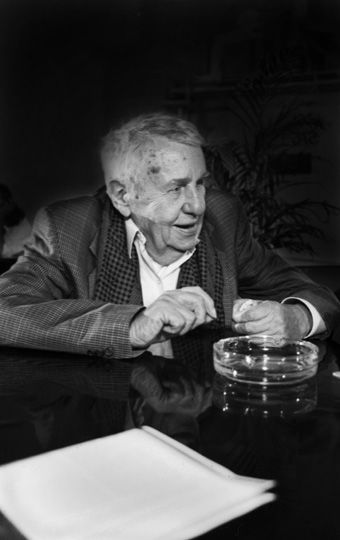

한스 베르너 리히터(Hans Werner Richter, 1908 - 1993)은 독일의 작가이다. 47그룹을 주도한 인물로 주로 알려져 있다.